# Ohio Players
Ohio Players – amerykańska grupa funkowo-R&B, której największe sukcesy przypisuje się na drugą połowę lat 70.
Zespół powstał w Dayton, w stanie Ohio w 1959 r. jako Ohio Untouchables (Nietykalni z Ohio). Założycielami formacji byli: Robert Ward (wokal/gitara), Marshall „Rock” Jones (bas), Clarence „Satch” Satchell (saksofon/gitara), Cornelius Johnson (bębny), and Ralph „Pee Wee” Middlebrooks (trąbka/puzon). Ich piosenka „Runnin' from the Devil” zainspirowała zespół Van Halen do stworzenia utworu „Runnin' With the Devil”.
Pierwszym wielkim hitem owej formacji był utwór „Funky Worm”, który zajął pierwsze miejsce na liście Billboardu R&B oraz znalazł się w pop Top 15 w maju 1973. Pomiędzy 1973 a 1976 rokiem zespół wydał 7 piosenek mieszczących się w pierwszej czterdziestce list przebojów, najsłynniejsze to: „Fire” i „Love Rollercoaster” (1 miejsce na liście R&B i pop w pierwszym tygodniu po wydaniu, w styczniu 1976). Ostatnim przebojem było „Who’d She Coo” z sierpnia 1976.
Przez zespół przewinęli się również: Walter Morrison, Leroy Bonner, Robert „Rumba” Jones, Billy Beck, Wes Boatman, Mervin Pierce, Jimmy Sampson, Vincent Thomas, James „Diamond” Williams, Clarence Willis, Greg Webster, Bruce Napier, Andrew Noland. Zespół wykonuje piosenkę tytułową „Fire” w programie Hell’s Kitchen.
Clarence Satchell zmarł w styczniu 1997 r. wskutek tętniaka mózgu. Ralph Middlebrooks zmarł w listopadzie 1997.

## Albumy
- First Impressions (1968)
- Observations in Time (1968)
- Pain (1971)
- Pleasure (1972)
- Ecstasy (1973)
- Climax (1974)
- Skin Tight (1974)
- Fire (1974)
- Honey (1975)
- Rattlesnake (1975)
- Contradiction (1976)
- Gold (1976)
- Angel (1977)
- Mr. Mean (1977)
- Jass-Ay-Lay-Dee (1978)
- Everybody Up (1979)
- Tenderness (1981)
- Ouch! (1982)
- Graduation (1984)
- Back (1988)
- Jam (1996) (live)
- Ol' School „On Tour” (1997) (live)